# Рудня Антоновская (Калинковичский район)
Рудня Антоновская (бел. Антонаўская Рудня) (ранее Дудичская Рудня) — деревня в Горбовичском сельсовете Калинковичского района Гомельской области Беларуси.

## География

### Расположение
В 4 км на северо-запад от районного центра и железнодорожной станции Калинковичи (на линии Гомель — Лунинец), 127 км от Гомеля.

### Гидрография
На севере река Ненач (приток реки Припять).

## Транспортная сеть
Рядом автодорога Гомель — Лунинец. Планировка состоит из прямолинейной меридиональной улицы, к которой на юге и севере присоединяются короткие прямолинейные улицы. Застройка двусторонняя, преимущественно деревянная усадебного типа.

## История
Обнаруженные археологами городища (1,5 км на северо-запад от деревни, в урочище Горбовщина, на левом берегу реки) и курганный могильник (10 насыпей рядом из городищем) свидетельствуют о заселении этих мест с давних времён. По письменным источникам известна с XIX века в Дудичской волости. В 1847 году во владении Толстых. Согласно переписи 1897 года рядом находилась одноимённая усадьба с водяной мельницей.
В 1929 году организован колхоз. Во время Великой Отечественной войны в боях за деревню и окрестности погибли в 1944 году 15 советских солдат (похоронены в братской могиле на кладбище). Освобождена 14 января 1944 года, 42 жителя погибли на фронте. Согласно переписи 1959 года в составе подсобного хозяйства районного объединения «Сельхозхимия» (центр — деревня Горбовичи).

## Население

### Численность
- 2004 год — 124 хозяйства, 242 жителя.

### Динамика
- 1897 год — 18 дворов, 100 жителей (согласно переписи).
- 1908 год — 41 двор, 249 жителей.
- 1959 год — 545 жителей (согласно переписи).
- 2004 год — 124 хозяйства, 242 жителя.